# Beta Arae

Beta Arae is de beta ster in het sterrenbeeld Altaar (Ara)

Beta Altaar is de helderste ster in het sterrenbeeld Altaar. De ster is een rode reus.